# Misumenoides rugosus
Misumenoides rugosus là một loài nhện trong họ Thomisidae.
Loài này thuộc chi Misumenoides. Misumenoides rugosus được Octavius Pickard-Cambridge miêu tả năm 1891.